# Cleonymus grandiceps
Cleonymus grandiceps är en stekelart som beskrevs av Xiao och Huang 2001. Cleonymus grandiceps ingår i släktet Cleonymus och familjen puppglanssteklar. Inga underarter finns listade i Catalogue of Life.